# Пылеугольное топливо

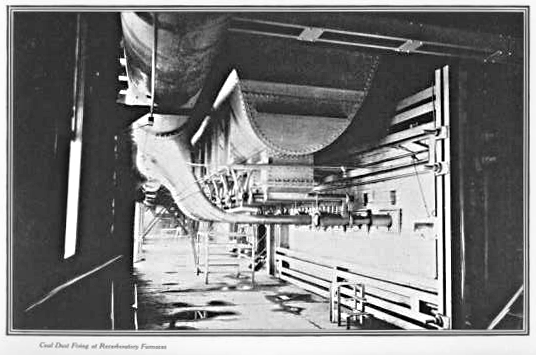
Горелки, использующие пылеугольное топливо

Пылеу́гольное то́пливо (ПУТ) — вид топлива, представляющий собой уголь, предварительно измельченный в тончайший порошок (пыль). Применяется в качестве самостоятельного топлива или добавок в паровых котлах, металлургических печах или других тепловых агрегатах.
Основное преимущество ПУТ по сравнению с другими видами топлива — его относительно низкая стоимость.

## Получение

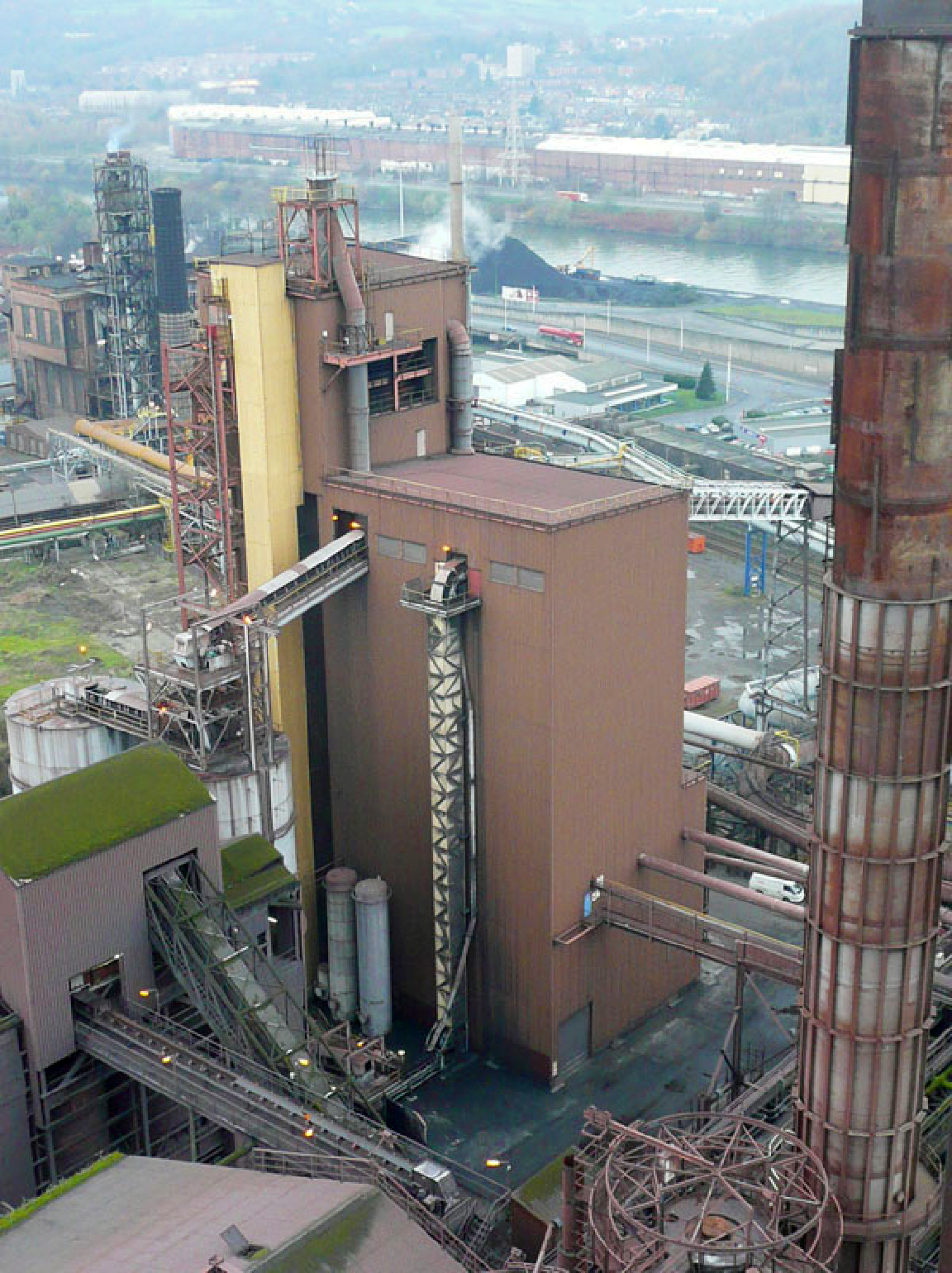
Комплекс по производству ПУТ

Для получения угольного порошка применимо любое твердое топливо (бурые и каменные угли, торф, отходы коксовых батарей и т. д.), поддающееся тонкому размолу. Для сушки влажного угля применяют сушильные барабаны, работающие по принципу прямотока. Горячие газы температурой 300—350° С из специальной топки поступают в сушильный барабан одновременно с углем. Для измельчения применяются дробилки и специальные барабанно-шаровые мельницы. Требуемая тонкость помола угля определяется содержанием в нем летучих веществ и зольностью.

## Применение в чёрной металлургии
ПУТ применяется в доменной плавке в качестве добавки, вдуваемой в печь с горячим дутьём. При вдувании измельченного твердого топлива затраты тепла на процессы термического его разложения небольшие, что обеспечивает сравнительно высокий (особенно по отношению к природному и коксовому газам) приход тепла в горн доменной печи.

### Особенности горения
Нагрев частиц ПУТ в фурме происходит очень быстро из-за высокой температуры дутья. Эксперименты, проведенные с различными углями, показали, что количество летучих, произведенных в этих условиях, приблизительно в 1,7 раза больше количества летучих, выявленного стандартным анализом на содержание летучих. Можно предположить, что в доменной печи это количество летучих еще выше.
Обогащение дутья кислородом увеличивает степень газификации (в момент образования и выделения летучих) частиц ПУТ при том же самом уровне начальной температуры пиролиза, в диапазоне до 180 кг/т чугуна. Анализ параметров работы доменной печи и образцов кокса, взятых с уровня воздушных фурм, показал, что нормальная работа доменной печи может быть нарушена или как минимум изменена вдуванием угля.

### Влияние на доменный процесс
Основным следствием воздействия измельченного угля на процесс является непосредственная замена углерода кокса углеродом угля. Поэтому коэффициент замены кокса углем во многом зависит от свойств угля, в частности от содержания в нем углерода, золы, серы и влаги. Чем выше содержание углерода в угле, тем большее значение имеет прямая замена им углерода кокса, тем выше приход тепла в горн печи и выше коэффициент замены кокса углем. В отличие от газообразных и жидких восстановителей уголь практически не содержит водорода (кроме содержащегося в летучих и водяном паре), поэтому вдувание угля в горн оказывает слабое влияние на ход восстановительных процессов. Зола угля несколько увеличивает выход шлака в печи, что снижает экономию кокса при вводе угля в печь. Сера, вносимая углем, может частично переходить в чугун, что требует ограничения используемых углей по их сернистости. При вдувании угля газодинамические условия плавки практически не меняются. В связи с этим лимитирующим фактором количества используемого твердого топлива является нагрев горна. Уменьшение прихода тепла в горн из-за меньшей по сравнению с коксом теплоты сгорания угля и наличия водяных паров, претерпевающих в горне диссоциацию, приводит к снижению температуры горна. Поэтому в доменной плавке следует использовать высушенные угли.
Широкое использование пылеугольного топлива относится к 80-м годам XX в. Совершенствование техники и технологии вдувания пылеугольного топлива привело к достижению стабильных расходов его на уровне 150—200 кг/т. При вдувании большого количества угля уменьшается объемная доля кокса в шихте, что повышает требования к обеспечению газопроницаемости столба шихты в шахте и коксового тотермана (коксовой насадки) в горне. Главным условием выполнения этих требований является применение высококачественного кокса, обладающего высокой холодной и горячей прочностью. Требования к качеству углей для вдувания в доменную печь сводятся к следующему:
- низкая зольность (не более 10—12 %);
- высокое содержание летучих (30—40 %);
- низкое содержание серы (не более 1 %);
- высокая температура плавления золы (более 1400 °С);
- тонкое измельчение (80 % крупностью 200 мкм);
- хорошая измельчаемость.

В 1979—1980 гг. первая причина, мотивирующая развитие технологии вдувания ПУТ, состояла в том, чтобы компенсировать высокие цены и дефицит кокса. В то время как цена кокса изменялась без связи с изменением цены на нефть, наличие кокса было ограничено. Перед кризисом средний расход кокса составлял около 400 кг/т чугуна, с расходом мазута обычно 80 кг/т чугуна и температурой дутья 1250 °С. Переход на работу только на коксе, приводил к возникновению множества проблем, таких как дефицит кокса, нестабильный сход шихты, повышение удельного расхода кокса, снижение производительности и т. д. В начале восьмидесятых несколько доменных печей в Европе и в Японии были оборудованы системой помола, сушки и вдувания угля. С учетом более раннего опыта, тонкость помола угля составляла 80 % мельче 80 микронов, и целевое значение по расходу ПУТ около 100 кг/т чугуна.

Особое значение имеет зольность вдуваемого угля, которая определяет коэффициент замены кокса углем, влияет на содержание кремния в чугуне и на выход шлака. Кроме того, абразивные свойства угля, влияющие на стойкость трубопроводов системы его вдувания, также определяются зольностью угля. Более 35 % мирового потребления пылеугольного топлива приходится на доменные печи Японии, которые все оборудованы системами для вдувания ПУТ, и около 25 % — на доменные печи других стран Азии. Увеличение расхода вдуваемого угля требует решения ряда технических и технологических проблем. Установлено, что превышение расхода ПУТ сверх 200 кг/т сопровождается увеличением доли несгоревшего угля и снижением проницаемости коксового тотермана. В связи со снижением газопроницаемости столба шихты при вдувании значительных количеств ПУТ и для поддержания производительности печей на необходимом уровне расход дутья сокращают, обогащая его кислородом. Особенностью технологии плавки при вдувании ПУТ является создание в осевой части печи коксовой отдушины из крупного кокса. На печах с конусными аппаратами для этого применяют специальные приемы загрузки.